# Pamětní síň Alice Garrigue Masarykové a Českého červeného kříže
Pamětní síň Alice Garrigue Masarykové a Českého červeného kříže v Lánech připomíná život a práci Alice Masarykové, dcery prvního československého prezidenta T. G. Masaryka, zakladatelky a první předsedkyně (1919–1938) Československého červeného kříže. Sídlí v Lánech, je zařízením Muzea T. G. Masaryka Rakovník a spravuje ji jeho lánská pobočka.

## Historie a expozice
Dům čp. 200 v ulici Za Školou, ve kterém se pamětní síň nachází, nechala Alice Masaryková vybudovat na vlastní náklady v roce 1928 a věnovala ho místní pobočce Československého červeného kříže jako vzorný sociální dům – poradnu pro matky s dětmi. Tomuto účelu dům sloužil od doby svého vzniku až do roku 1991. Slavnostní zahájení výkopů proběhlo v neděli 27. května 1928 za přítomnosti prezidenta republiky T. G. Masaryka, ministra zahraničí Edvarda Beneše a hostů z USA. V roce 1968 byla na budovu umístěna pamětní deska, která byla slavnostně odhalena za přítomnosti Masarykových vnuček Anny a Herberty.
Pamětní síň Alice G. Masarykové a Českého červeného kříže byla otevřena v roce 2002. Pro veřejnost jsou zpřístupněny tři pokoje. V první místnosti se nachází zrekonstruovaný pokoj z bytu Alice Masarykové. Ve druhé je dobová čekárna pro matky s dětmi z období první republiky. Třetí pokoj prezentuje práci Alice G. Masarykové v Československém červeném kříži.

## Fotogalerie

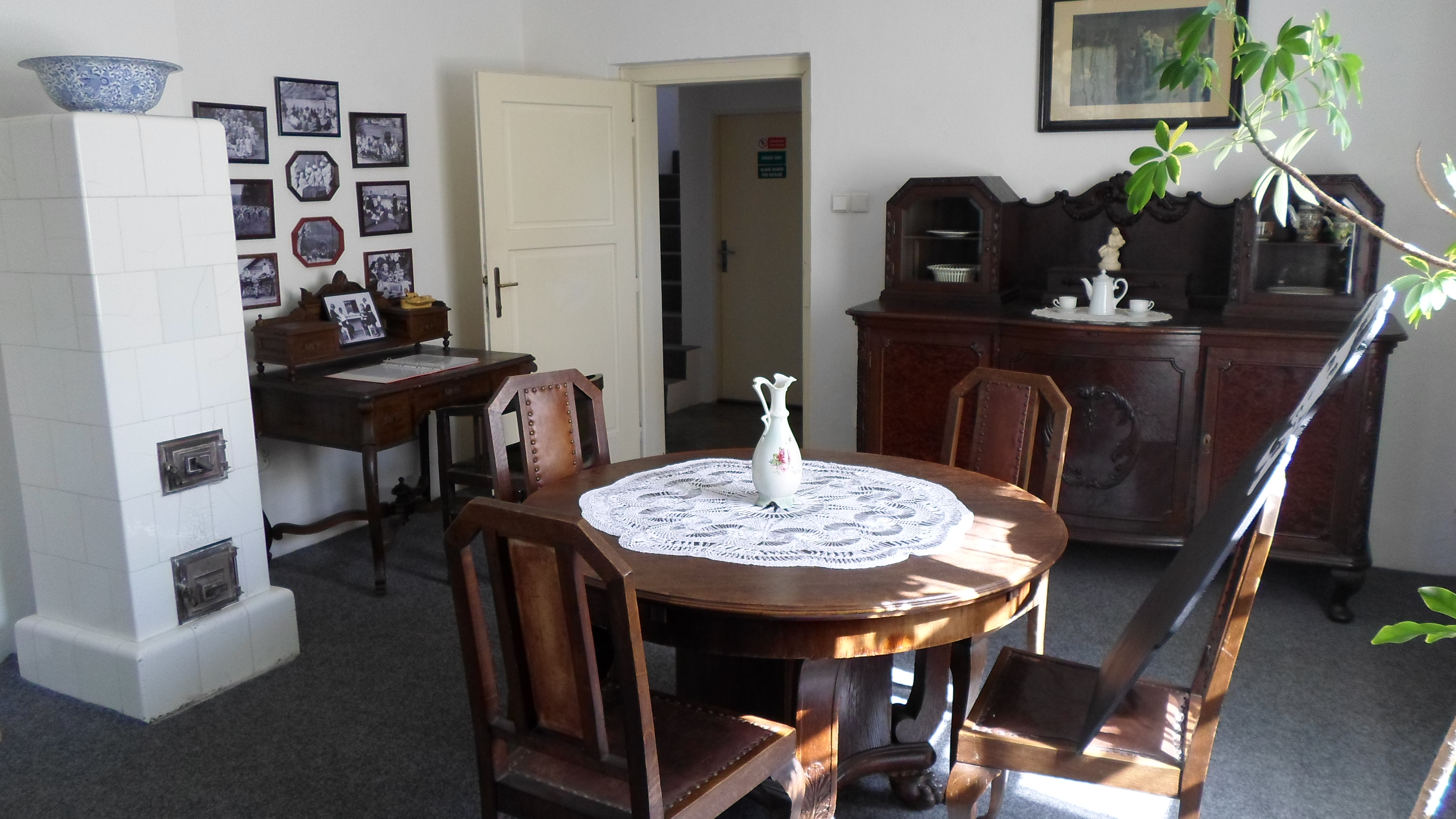
Zrekonstruovaný pokoj z bytu Alice Masarykové
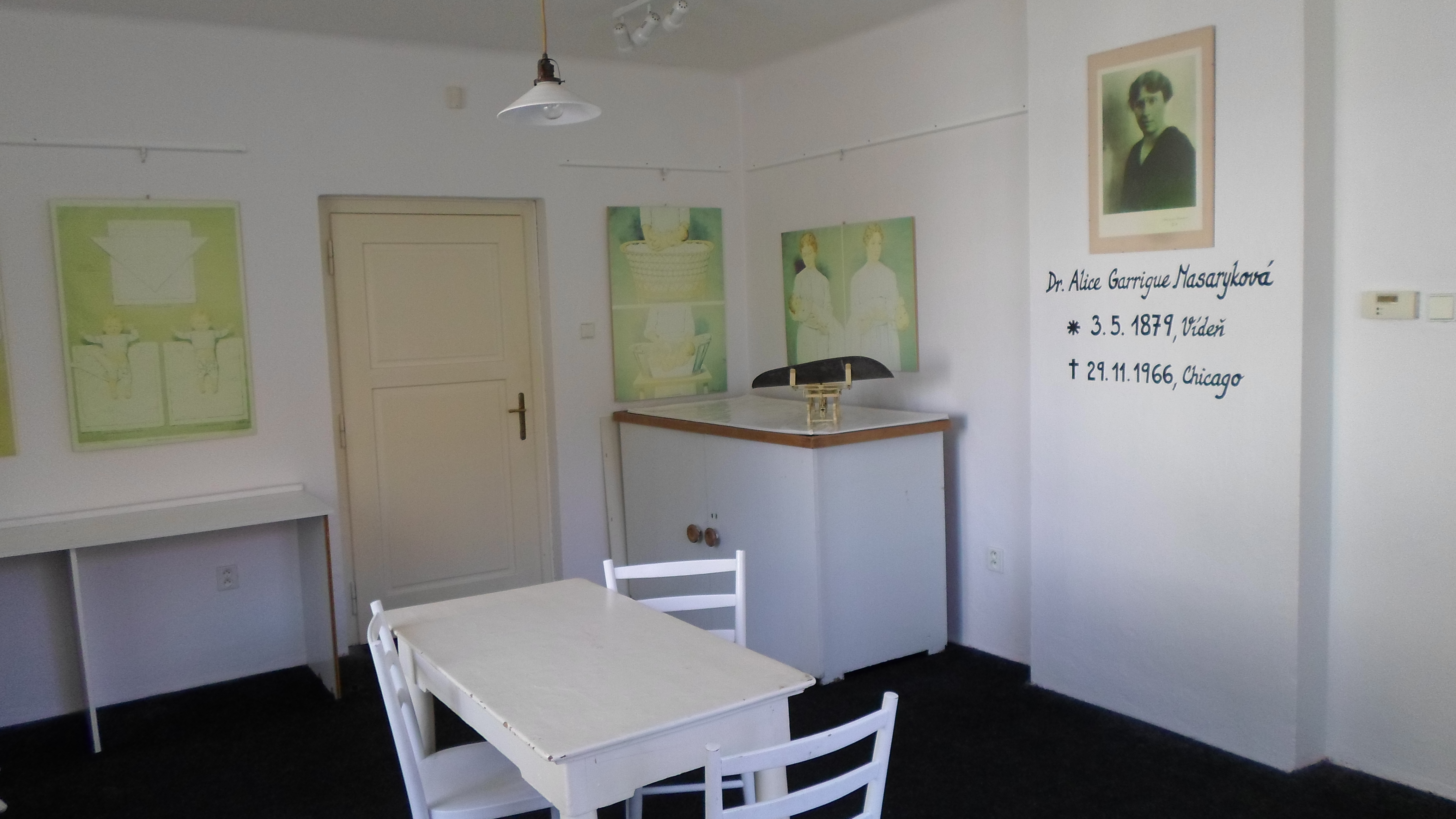
Čekárna pro matky s dětmi z období první republiky